# Kellyn George
Kellyn George és una investigadora nascuda a Dominica. Al 2013 va crear una fundació per ajudar les persones amb anèmia drepanocítica en el seu país. Al 2015 se li va atorgar el premi Queen's Young Leader pel seu activisme per canviar les vides de les persones en la seva comunitat.

## Biografia
Kellyn George va néixer al llogaret de Mahaut. Al 2006 va obtenir un títol al Col·legi Estatal Dominicà en química i biologia, va seguir estudis en la Universitat Estatal Midwestern a Wichita Falls, Texas, de 2006 a 2008. De 2008 a 2010, George va estudiar biologia en la Universitat de Barry i el 2011 el seu equip d'investigació va ser el guanyador del primer lloc del Premi S.T.E.M. de Biologia (Ciència, Tecnologia, Enginyeria i Matemàtica) al tercer Simposi Anual d'Investigació de S.T.E.M., pel seu treball sobre l'«efecte de l'exposició embrionària a l'etanol en el desenvolupament de la neurona motora cranial del peix zebra».
A la fi de 2013, George va ocupar un lloc d'investigadora en la Unitat de Desenvolupament Ramader del Ministeri d'Agricultura del seu país. Al gener del mateix any va fundar una ONG nomenada Sickle Cell Cares Foundation per proporcionar informació i educació sobre l'anèmia drepanocítica al seu país. George, directora de l'organització, va reconèixer la necessitat de suport addicional perquè ella ha tingut la malaltia tota la seva vida i les estadístiques mostren que el 35% dels ciutadans de l'illa pateixen la mateixa malaltia.
El gener de 2015 va guanyar el premi Queen's Young Leader 2014 pel seu treball per millorar les vides dels seus conciutadans. El premi va ser atorgat al juny de 2015.